# Eberhard 2. af Württemberg (hertug)
Eberhard 2. af Württemberg (1. februar 1447 – 17. februar 1504) var greve af Württemberg-Stuttgart fra 1480 til 1482 og hertug af et samlet Württemberg fra 1496 til 1498. Søn af Ulrich 5..